# Dominic Kangor
Dominic Kimwetich Kangor (* 20. Juli 1989) ist ein kenianischer Marathonläufer.
2013 gewann er den Brighton Marathon sowie den MTN Kampala Marathon mit Streckenrekord.
2016 gewann er den Riga-Marathon ebenso mit Streckenrekord.

Er ist seit 2013 Mitglied im Team run-fast.

## Persönliche Bestzeiten
- Marathon: 2:09:36 h, 6. April 2014, Brighton